# Puente de Ōnaruto
El puente de Ōnaruto (大鳴門橋 Ōnaruto-kyō?) o gran puente de Naruto es un puente colgante en la autopista Kōbe-Awaji-Naruto que conecta Minamiawaji, en la isla de Awaji, con Naruto, en Shikoku, Japón, cruzando el estrecho de Naruto. Terminado en 1985, tiene una longitud de 876 m. En 2004, 6,8 millones de automóviles y camiones cruzaron este puente, con un promedio diario de alrededor de 18 600. Se encuentra en la misma ruta que el Gran Puente de Akashi Kaikyō.
Cuando se construyó el puente, se dejó espacio para el Shikoku Shinkansen; sin embargo, no se ha avanzado en la línea del tren, por lo que el espacio destinado originalmente a los trenes bala se utiliza como un observatorio para ver los remolinos debajo de la estructura.

## Remolinos de Naruto

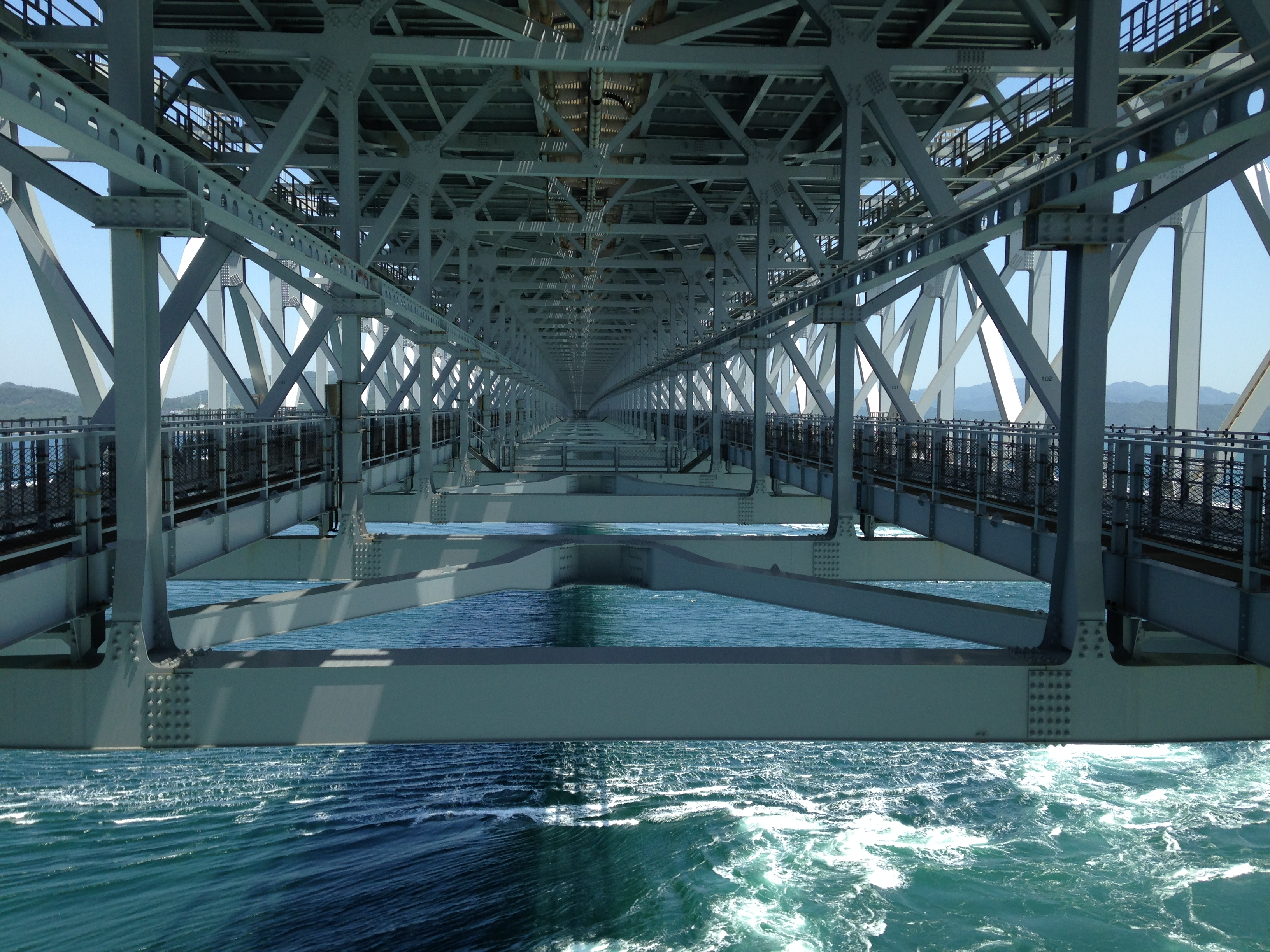
La pasarela Uzunomichi.

Los recurrentes remolinos de Naruto se encuentran debajo del puente, causados por las corrientes de marea entre el Mar Interior de Seto y el Océano Pacífico que pasan sobre las crestas submarinas, causando los remolinos fuertes y profundos.
El puente cuenta con una atracción turística incorporada, la pasarela Uzunomichi, un pasaje cerrado hacia la torre sur para permitir a los visitantes ver los remolinos a través de las ventanas laterales y del suelo, que se ven mejor durante la marea baja. Los barcos turísticos y otras embarcaciones rodean las torres, desde donde se ve de cerca la profundidad de los remolinos, mientras que la vista desde el observatorio del puente permite apreciar el patrón creado por las corrientes que se extienden por una gran distancia.